# منتخب سنغافورة تحت 20 سنة لكرة القدم
منتخب سنغافورة تحت 20 سنة لكرة القدم (بالإنجليزية: Singapore national under-19 football team) هو ممثل سنغافورة الرسمي في المنافسات الدولية في كرة القدم في فئة كرة قدم للرجال تحت 19 سنة
.